# Ластівка південноазійська
Ластівка південноазійська (Hirundo tahitica) — вид горобцеподібних птахів родини ластівкових (Hirundinidae). Поширений в тропічній Азії та на островах Океанії.

## Поширення
Вид мешкає в Південно-Східній Азії та на островах Тихого океану від південної Індії та Шрі-Ланки до Рюкю, Меланезії та Французької Полінезії. Цей птах асоціюється з узбережжям, але він також трапляється в лісистих районах.

## Опис
Маленька ластівка, всього 13 см завдовжки. Має чорну верхню частину з коричневими крилами та хвостом, червоне обличчя та шию та досить коричневу нижню частину. Відрізняється від Hirundo rustica та близькоспорідненої Hirundo neoxena коротшим і менш роздвоєним хвостом.

## Спосіб життя
Будує гніздо у формі чаші з частинок мулу, зібраних у її дзьобі під виступами скель і в штучних спорудах, таких як будівлі, мости або тунелі. Гніздо вистулює м'яким матеріалом, і зазвичай відкладає два-три яйця. Його поведінка подібна до поведінки інших ластівок та стрижів: швидко літає і харчується комахами, особливо мухами, яких ловить у повітрі.